# Odeski Uniwersytet Narodowy im. Ilji Miecznikowa
Odeski Uniwersytet Narodowy im. Ilji Miecznikowa (ukr. Одеський національний університет імені І. І. Мечникова) – uczelnia założona w 1865 roku przez cara Aleksandra II w Odessie na bazie tzw. Liceum Richelieu. 
Początek uczelni dała szkoła średnia im. Richelieu, która w II połowie XIX wieku została przekształcona w Cesarski Uniwersytet Noworosyjski. W czasach radzieckiej Ukrainy uniwersytet nosił nazwę Odeski Uniwersytet Państwowy im. I. Miecznikowa.

## Organizacja
- Wydział Biologii
- Wydział Chemii
- Wydział Cybernetyki
- Wydział Geologii i Geografii
- Wydział Prawa i Ekonomii
- Wydział Historii
- Wydział Filozofii
- Wydział Fizyki
- Wydział Filologii
- Wydział Filologii Germańsko-Romańskiej
- Instytut Matematyki, Ekonomii i Mechaniki
- Instytut Nauk Społecznych
- Instytut Innowacji i Edukacji Pouczelnianej.